# Let's Do It Again (film 1975)
Let's Do It Again è un film statunitense del 1975 diretto e interpretato da Sidney Poitier. Il film è inedito in Italia.

## Trama
Una coppia di operai di Atlanta Clyde Williams e Billy Foster si promettono di raccogliere fondi per il loro ordine fraterno, i Brothers and Sisters of Shaka. Tuttavia, il loro metodo per raccogliere fondi prevede il viaggio a New Orleans e l'organizzazione di un incontro di boxe. Il loro viaggio è tutto alla grande fino a quando tornati ad Atlanta con i loro soldi, alcuni gangster truffati dai due non capiscono cosa è successo, vanno ad Atlanta per riavere i soldi e uccidere i due.